# Catalunya Ràdio
|  | «Catalunya Ràdio» redirigeix aquí. Si cerqueu el grup d'emissores, vegeu «Grup d'Emissores de Catalunya Ràdio». |

Catalunya Ràdio és l'emissora de ràdio convencional pública catalana, propietat de la Corporació Catalana de Mitjans Audiovisuals (CCMA) de la Generalitat de Catalunya.

## Història

### Inici
L'1 d'octubre de 1982 es nomenà Jordi Costa i Riera com a director del projecte de Catalunya Ràdio. L'any 1983, la Generalitat de Catalunya, d'acord amb l'Estatut d'Autonomia, va decidir engegar la seva primera emissora de ràdio, amb l'objectiu de promocionar i difondre la llengua i la cultura catalanes. El 28 d'abril del mateix any comprà dels locals de Diagonal, 614 on s'instal·laren els estudis de la futura Catalunya Ràdio, i el 13 de maig s'aprovà el nom de Catalunya Ràdio. D'aquesta manera, Catalunya Ràdio va emetre els primers senyals radioelèctris el 17 de juny, i va iniciar les seves emissions el dilluns 20 de juny del 1983. Les primeres paraules que es van escoltar (en veu d'un jove Miquel Calçada, mentre de fons sonava una sintonia de Lluís Llach) van ser: «Són les zero hores, zero minuts del dia 20 de juny del 1983. Comencem en aquest moment una feina volguda i important: la posada en marxa de Catalunya Ràdio». No obstant això, Catalunya Ràdio no va ser la primera emissora a emetre en llengua catalana, abans ho havia fet Ràdio Barcelona, impulsada per l'Associació Nacional de Radiodifusió, durant el primer terç del segle xx. El 22 d'agost de 1983 va transmetre el primer programa esportiu coincidint amb el Trofeu Joan Gamper i a partir de l'octubre comença la programació regular de Catalunya Ràdio.

### Expansió
Al cap de poc, entra Carles Vilarrubí com a secretari general que va arribar a l'emissora per tal de "posar ordre" donant-li una estructura administrativa i de gestió empresarial a l'empresa pública. Un any després, el març de 1984, Catalunya Ràdio tenia una cobertura del 80% del territori i del 90% de la població. Durant aquest any, Costa deixa l'emissora i Josep Maria Francino ocupa el càrrec de director, però a causa de la convalescència d'un infart, Vilarrubí agafa el càrrec de director adjunt. Durant aquesta època, es crea el logo del llamp de Catalunya Ràdio i l'eslògan de "La ràdio nacional de Catalunya", el qual va acabar en judici entre l'emissora i Carles Cuní. El 1986 van entrar en funcionament les delegacions territorials i l'octubre de 1989 es van iniciar les desconnexions de les delegacions de Girona, Tarragona i Lleida. El març de 1988 s'estrena delegació pròpia a Madrid, després d'un temps compartint espai amb Onda Madrid, per tal de poder cobrir millor l'actualitat política. El 1995, Joan Maria Clavaguera fou elegit director de l'emissora, càrrec que ocupà fins que fou destituït l'any 2002 pel llavors director de la Corporació Catalana de Ràdio i Televisió, Miquel Puig. Com a substitut fou designat Eugeni Cabanes, periodista que dirigiria l'emissora pública durant dos anys.

### Vintè aniversari

Logotip commemoratiu dels 20 anys

L'any 2003 es van celebrar les dues dècades de l'emissora amb el lema La força dels 20 anys (compartit amb TV3). Per a celebrar-ho, el mes de juny es va fer un creuer per la mar Mediterrània amb un conjunt d'oients i gran part de l'equip de l'emissora. A més, el dissabte 21 de juny es va celebrar, al Liceu, El Concert dels Vint Anys de Catalunya Ràdio, per compartir una altra vegada l'efemèride amb tots els oients que hi van poder assistir (va ser retransmès en directe per Catalunya Ràdio i pel llavors anomenat Canal 33).
El 2004, Montserrat Minobis va assumir la direcció de l'emissora, en un període marcat per la inestabilitat interna, que desembocà en una vaga de treballadors l'any 2005 i amb la marxa de dues de les seves principals estrelles, Toni Clapés i Jordi Basté, a RAC 1. El juliol de 2005, un any després d'accedir al càrrec, Minobis cediria la direcció a Oleguer Sarsanedas.
Per a la temporada 2005/06 Catalunya Ràdio fitxà els periodistes Joan Barril, pel programa El cafè de la república; Bernat Soler, pel programa Els millors anys de la nostra vida i Xavier Grasset, que ocupà les tardes amb el magazín De quatre a set. No obstant això, el nou espai de tardes no aconseguí mantenir l'audiència de Toni Clapés, i fou substituït un any més tard per un nou magazín, On vols anar a parar?, presentat per Llucià Ferrer. A més, durant la temporada 2006/07 Manel Fuentes retornà a l'emissora, al capdavant del programa Problemes domèstics.

### Vint-i-cinquè aniversari

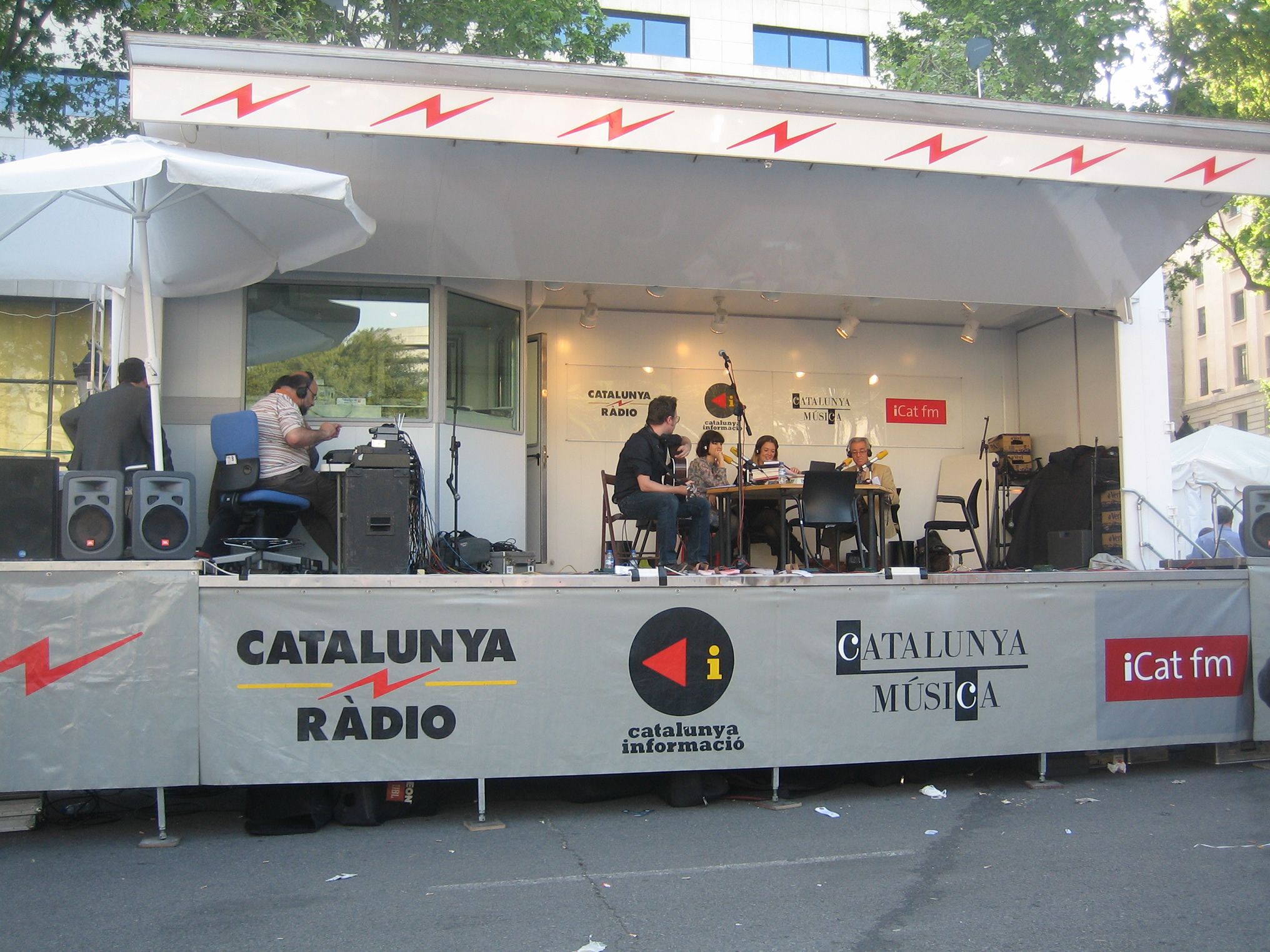
El programa Hem de parlar en directe des de la plaça de Catalunya de Barcelona durant la Diada de Sant Jordi de l'any 2009.

L'emissora va celebrar el primer quart de segle amb una programació especial durant la temporada 2007-2008 (com per exemple el programa-concurs Els 25, cada dissabte, presentat per Mireia Mallol). L'acte central de la celebració es va dur a terme el divendres 20 de juny del 2008 al Teatre Nacional de Catalunya, amb un espectacle inspirat en La guerra dels mons d'Orson Welles. Hi van participar una cinquantena de professionals que treballaven en aquells moments a l'emissora o que hi havien treballat. Se'n van realitzar dues sessions: a les sis de la tarda i a les nou del vespre; i tant Catalunya Ràdio com el 33 ho van emetre en directe. L'espectacle va ser conduït per Josep Maria Pou dirigit per Enric Llort. Incorporava una crònica d'algunes de les notícies més destacades dels últims vint-i-cinc anys.
La temporada 2008/09 l'emissora pateix una important remodelació de la seva programació, amb canvis destacables als seus programes principals: el magazín dels matins, El matí de Catalunya Ràdio; el magazín de tardes, On vols anar a parar? i el magazín dels caps de setmana, El suplement. En aquest últim, Xavier Solà abandona la direcció del programa després de vint anys, per posar-lo al capdavant d'un nou espai, anomenat Suc de Coco, i fou substituït per Núria Ferré. A la tarda, l'emissora substitueix el magazín de Llucià Ferrer per un nou programa dirigit per tres presentadores (Marta Alonso, Flora Saura i Míriam Fuster), anomenat Hem de parlar. Finalment, a El matí de Catalunya Ràdio, Neus Bonet va substituir Antoni Bassas al capdavant del programa, després de catorze anys presentat el programa radiofònic més escoltat de Catalunya. El 18 de juliol de 2007, amb motiu de l'últim programa, desenes d'oients es van reunir a les portes de l'emissora per mostrar el seu desacord amb la marxa de Bassas, per considerar-la una represàlia de caràcter polític, ja que pocs mesos abans, Joan Ferran, diputat del Partit dels Socialistes de Catalunya, havia acusat el locutor d'aprofitar l'emissora pública per llançar "arengues nacionalistes". En aquesta línia, l'any 2010 l'emissora va vetar unes falques publicitàries que el Cercle Català de Negocis volia fer dintre la campanya "Els beneficis de la independència".
Un altre dels canvis destacats de la temporada 2008-09 va ser la recuperació d'un programa històric de l'emissora, acabat quatre anys abans, anomenat La nit dels ignorants, presentat en aquesta nova etapa per Mireia Mallol. Ramon Mateu i Llevadot fou designat director de Catalunya Ràdio el mes de juny del 2009, després de la destitució d'Oleguer Sarsanedas.
Pel que fa a la temporada 2009-10, l'emissora va presentar quatre grans canvis: El matí de Catalunya Ràdio seria presentat per Manel Fuentes, i ampliaria una hora de durada; la substitució del programa Problemes domèstics, per un de nou anomenat Tot és molt confús i dirigit per Pere Mas; un nou programa de tardes dirigit per Sílvia Cóppulo, anomenat El secret i que va substituir Hem de parlar. El darrer canvi destacat fou la recuperació de l'espai esportiu de mitjanit presentat per Pere Escobar, El club de la mitjanit.
Anys 2010
Quant a la programació de la temporada 2010-11, l'emissora va buscar la continuïtat dels programes de la temporada anterior, però donant progressivament més presència a la participació ciutadana, mitjançant l'ús de les xarxes socials. L'única incorporació respecte a la temporada anterior fou la de Tatiana Sisquella al programa del cap de setmana El suplement. Els principals canvis van ser al vespre i a la nit, amb l'inici d'El cafè de la república, El club de la mitjanit, La nit dels ignorants 2.0 i El visitant una hora abans a causa del trasllat de L'ofici de viure al cap de setmana.

Per la temporada 2011-12, la programació va patir pocs retocs. El canvi més destacat es va produir a les tardes, on La tribu de Catalunya Ràdio, presentat per Tatiana Sisquella, va substituir El Secret, de Sílvia Cóppulo. Sisquella, per tant, va deixar de presentar el programa del cap de setmana El suplement, que precisament presentarà Cóppulo. Al migdia, també s'hi va produir un canvi important: Tot és molt confús va passar a durar una hora i d'una a dues del migdia va aparèixer el nou programa esportiu Tenim un punt, presentat per Francesc Garriga. L'Informatiu Migdia, que s'emet després, va passar a durar una hora i va incorporar 15 minuts de desconnexió territorial.

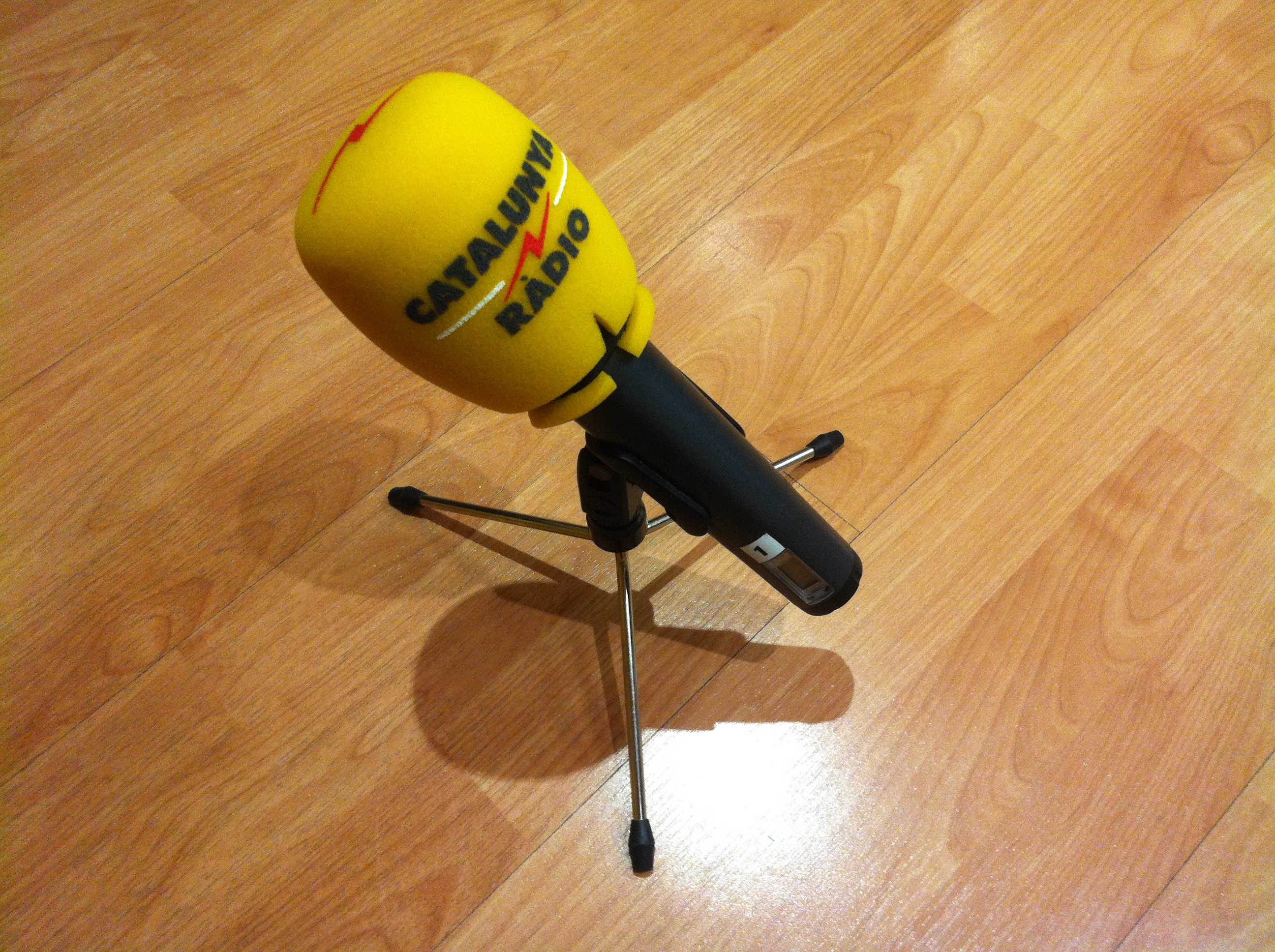
Micro de Catalunya Ràdio

El 2 de maig de 2012, el consell de govern de la Corporació Catalana de Mitjans Audiovisuals va anunciar el canvi de director de Catalunya Ràdio, que passava a ser Fèlix Riera, mentre que Ramon Mateu i Llevadot, l'antic director des del juny de 2009, va ser designat director d'estratègia i marca de la CCMA.
De cara a la temporada 2012-13, la programació va seguir una línia continuista, i on el migdia dels dies laborables patia els principals canvis amb la introducció de dos nous programes: el concurs musical Els optimistes, presentat per Àngel Llàcer i Manu Guix, que ocupava el lloc de Tot és molt confús; i El mirall, un programa de servei i participació sobre els grans temes que preocupen els oients presentat per Marta Romagosa, que ocupava l'espai on s'emetia Tenim un punt. Als caps de setmana, El suplement de Sílvia Cóppulo augmentava el seu horari, començant a les vuit del matí i es recuperava el programa Els viatgers de la gran anaconda per a les tardes del diumenge. L'estrena de la temporada es va dur a terme la primera setmana de setembre amb alguns programes realitzats des de Girona, Tarragona, Lleida i Sabadell. En una carta, el director Fèlix Riera va explicar que l'objectiu d'aquella temporada era ampliar les vies per accedir de forma més fàcil als continguts del Grup d'Emissores de Catalunya Ràdio.
Els treballadors de Catalunya Ràdio van acceptar l'agost de 2013 un preacord de l'ERO, que afectà 20 treballadors de l'empresa durant un període de quatre anys. Els principals canvis de la temporada 2013 – 2014 van ser el nomenament de Mònica Terribas com a nova presentadora i directora d'El matí de Catalunya Ràdio, en substitució de Manel Fuentes; el naixement del nou programa de sexualitat Les mil i una nits de Maria de la Pau Janer i el relleu de Marc Negre al capdavant del programa esportiu Tot gira per David Clupés.
El 28 de juliol de 2015 Fèlix Riera va ser destituït com a director de Catalunya. La Corporació Catalana de Mitjans Audiovisuals ho va emmarcar en «el procés de transformació de la CCMA com a empresa única de mitjans», encara que alguns polítics van veure-hi «raons polítiques» pel fet que Riera fos militant d'Unió Democràtica de Catalunya, partit tot just separat de Convergència Democràtica de Catalunya.

### Actualitat
Per la temporada 2015-2016, com a principal canvi, va destacar un nou programa de Sílvia Cóppulo, anomenat La vida i emès de dotze a dues del migdia. El 12 de gener de 2016 es va anunciar que el nou director de la ràdio seria Saül Gordillo. Gordillo va adoptar una línia continuista durant els primers mesos de gestió, i va presentar el seu projecte a finals d'agost del mateix any. La nova temporada 2016-2017 seria una aposta per reforçar l'entreteniment, l'humor i els esports, amb la intenció de recuperar el lideratge d'audiències. Entre els nous programes de la graella destaquen Estat de Gràcia, conduït per Roger de Gràcia; Popap, amb Mariola Dinarès; i Tot costa, un programa esportiu amb Jordi Costa i Sònia Gelmà. Es va allargar la durada de Catalunya Migdia, conduït per Òscar Fernández, incloent-hi una tertúlia dirigida per l'Empar Moliner, mentre que el Catalunya Vespre de Kílian Sebrià va incloure una tertúlia política amb Sílvia Cóppulo. També s'han estrenat altres programes nous com Ciutat Maragda amb David Guzmán, Revolució 4.0 amb Xantal Llavina o Crims amb Carles Porta.

## Logotips
El primer logotip va ser dissenyat per un arquitecte (en lloc d'un dissenyador) i va generar certa discussió en el parlament atès que no es comprenia que aparegués un raig si el mètode d'emissió era amb ones. Durant la seva història, ha anat renovant la imatge per adaptar-la als nous temps:

Des del 1983 fins al 1993
Des del 1993 fins al 1998
Des del 1998 fins al setembre de 2023.
Logotip a partir de setembre de 2023.[32][33]

## Audiències
L'any 1989, l'emissora de la Generalitat assolí per primer cop el lideratge d'audiència a Catalunya, i des d'aquest any és l'emissora en català amb més oients; lideratge que perdé però, l'any següent, en favor de la Cadena SER. Quatre anys més tard, l'any 1994, l'emissora tornà a arribar a la primera posició quant al nombre d'oients, posició que no abandonà fins al 2009.
A data de desembre de 2020, Catalunya Ràdio era la segona emissora més escoltada al país amb oients, per sota de RAC 1, que liderà el rànquing amb 866.000 oients per 641.000 de Catalunya Ràdio; paral·lelament, El Matí de Catalunya Ràdio, conduït per Laura Rosel, era el segon programa radiofònic més escoltat, amb 476.000 oients, per darrere d'El món a RAC1, liderat per Jordi Basté, amb 655.000 oients. semblants a les obtingudes en 2014, quan RAC 1 liderava el rànquing amb 766.000 oients, El Matí de Catalunya Ràdio, llavors conduït per Mònica Terribas tenia 410.000 oients, mentre El món a RAC1, liderat per Jordi Basté tenia 546.000 oients.
La següent taula representa l'evolució segons els mesuraments d'audiència elaborats a Espanya per l'EGM:
| Any  | 1a onada | 2a onada | 3a onada |
| 1999 | 676.000  | 534.000  | 467.000  |
| 2000 | 562.000  | 591.000  | 590.000  |
| 2001 | 673.000  | 496.000  | 574.000  |
| 2002 | 587.000  | 573.000  | 506.000  |
| 2003 | 643.000  | 614.000  | 607.000  |
| 2004 | 639.000  | 604.000  | 550.000  |
| 2005 | 610.000  | 604.000  | 598.000  |
| 2006 | 587.000  | 584.000  | 564.000  |
| 2007 | 581.000  | 523.000  | 535.000  |
| 2008 | 516.000  | 568.000  | 529.000  |
| 2009 | 454.000  | 427.000  | 452.000  |
| 2010 | 456.000  | 565.000  | 456.000  |
| 2011 | 538.000  | 556.000  | 514.000  |
| 2012 | 573.000  | 589.000  | 641.000  |
| 2013 | 563.000  | 578.000  | 614.000  |
| 2014 | 531.000  | 578.000  | 632.000  |
| 2015 | 601.000  | 614.000  | 637.000  |
| 2016 | 643.000  | 603.000  | 557.000  |
| 2017 | 632.000  | 575.000  | 698.000  |
| 2018 | 697.000  | 614.000  | 644.000  |
| 2019 | 716.000  | 622.000  | 563.000  |
| 2020 | 665.000  | N/D      | 641.000  |
| 2021 | 564.000  | 503.000  | 569.000  |
| 2022 | 644.000  | 604.000  | 594.000  |
| 2023 | 531.000  | 614.000  | 591.000  |
| 2024 | 626.000  | 639.000  | 637.000  |

## Programació (temporada 2024-2025)[114]
La programació es pot veure afectada per esdeveniments esportius i/o informatius especials durant la setmana.

### De dilluns a dijous
- 06:00 a 13:00 - El matí de Catalunya Ràdio amb Ricard Ustrell. L'última hora del programa s'emet el Que no surti d'aquí amb Roger Carandell, Juliana Canet i Marta Montaner.
- 13:00 a 14:00 - El búnquer amb Peyu, Jair Domínguez i Neus Rossell.
- 14:00 a 16:00 - Catalunya migdia amb Òscar Fernández.
- 16:00 a 19:00 - La tarda de Catalunya Ràdio amb Elisenda Carod.
- 19:00 a 21:00 - Tot costa amb Jordi Costa i Sònia Gelmà.
- 21:00 a 22:00 - Les dones i els dies amb Montse Virgili.
- 22:00 a 00:00 - Catalunya nit amb Manel Alías.
- 00:00 a 02:00 - La nit dels ignorants amb Xavier Solà.
- 02:00 a 03:00 - El búnquer (repetició)
- 03:00 a 04:00 - Que no surti d'aquí (repetició)
- 04:00 a 05:00 - Les dones i els dies (repetició)
- 05:00 a 06:00 - Tot costa (repetició)

### Divendres
- 06:00 a 13:00 - El matí de Catalunya Ràdio amb Ricard Ustrell. L'última hora del programa s'emet el Que no surti d'aquí amb Roger Carandell, Juliana Canet i Marta Montaner.
- 13:00 a 14:00 - Crims amb Carles Porta.
- 14:00 a 16:00 - Catalunya migdia amb Òscar Fernández.
- 16:00 a 19:00 - La tarda de Catalunya Ràdio amb Elisenda Carod.
- 19:00 a 21:00 - Tot costa amb Jordi Costa i Sònia Gelmà.
- 21:00 a 22:00 - Les dones i els dies amb Montse Virgili.
- 22:00 a 00:00 - Catalunya nit amb Manel Alías.
- 00:00 a 02:00 - La finestra indiscreta amb Toni de la Torre.
- 02:00 a 04:00 - Que no surti d'aquí (repetició)
- 04:00 a 05:00 - Les dones i els dies (repetició)
- 05:00 a 06:00 - Tot costa (repetició)

### Dissabtes
- 06:00 a 13:00 - El suplement amb Roger Escapa.
- 13:00 a 14:00 - Kids XS amb Pau Guillamet i Txell Bonet.
- 14:00 a 15:00 - Catalunya migdia cap de setmana amb Neus Bonet i Maria Guixà.
- 15:00 a 16:00 - En guàrdia! amb Enric Calpena.
- 16:00 a 21:00 - Tot gira amb David Clupés.
- 21:00 a 22:00 - Sense fronteres amb Kílian Sebrià.
- 22:00 a 23:00 - Solidaris amb Mercè Folch.
- 23:00 a 00:00 - Ciutat Maragda amb David Guzman.
- 00:00 a 01:00 - Tast vertical amb Empar Moliner.
- 01:00 a 02:00 - iCat Exprés amb Franc Lluís Giró.
- 02:00 a 04:00 - Solidaris (repetició)
- 04:00 a 05:30 - iCatMans amb Quim Rutllant i Ester Plana.
- 05:30 a 06:00 - Paraules de vida amb Emili Pacheco.

### Diumenges
- 06:00 a 13:00 - El suplement amb Roger Escapa.
- 13:00 a 14:00 - Un restaurant caníbal a Berlín amb Paula Molés.
- 14:00 a 15:00 - Catalunya migdia cap de setmana amb Neus Bonet i Maria Guixà.
- 15:00 a 16:00 - En guàrdia! amb Enric Calpena.
- 16:00 a 21:00 - Tot gira amb David Clupés.
- 21:00 a 22:00 - El divan amb Sílvia Cóppulo.
- 22:00 a 23:00 - Revolució 4.0 amb Xantal Llavina.
- 23:00 a 00:00 - El club de la mitjanit amb Xavi Campos.
- 00:00 a 01:00 - L'ofici de viure amb Gaspar Hernàndez.
- 01:00 a 03:00 - La nit dels ignorants amb Xavier Solà.
- 03:00 a 04:00 - Nota de veu amb Franc Lluís Giró.
- 04:00 a 05:00 - Revolució 4.0 (repetició)
- 05:00 a 06:00 - El club de la mitjanit (repetició)

### Transmissions esportives
A part de la programació convencional, Catalunya Ràdio també transmet diversos esdeveniments esportius, dels quals destaquen:
- La transmissió d'en Torquemada, transmissió de tots els partits del FC Barcelona, amb la narració de Bernat Soler, els comentaris de Ricard Torquemada en l'anàlisi tècnica, Marta Carreras amb entrevistes i aportacions especialitzades, Sergi Cutillas a la sala d'imatges, Josep Maria Batllori al centre de dades, etc.
- La tranmissió de la Gelmà: transmissió de tots els partits del Futbol Club Barcelona (femení), amb la narració de Pere Escobar i els comentaris de Sònia Gelmà, Rut Vilar, Gerard Autet, Joan Fàbregas i Sònia Oleart.
- La transmissió de l'Espanyol, transmissió de tots els partits del RCD Espanyol des de mitja hora abans del seu començament, amb la narració d'Eudald Serra, els comentaris de Sergio Gonzèlez, Dani Ballart i Marc Mayola en l'análisi tècnica i les entrevistes i anàlisi de dades d'Albert Benet.[115]
- La transmissió del Girona, transmissió de tots els partits del Girona FC des de mitja hora abans del seu començament, amb la narració d'Eduard Solà, les entrevistes de Xevi Soler i Roger Arbusà, Carles Domènich a la sala d'imatges i els comentaris de Raül Agné i Montull, Arnal Llibert i Xavi Campos en l'anàlisi tècnica.[116]
- Bàsquet a Catalunya Ràdio, transmissió de partits de la lliga ACB, de l'Eurolliga o de la Copa ULEB en què hi participen equips catalans, amb la narració d'Ernest Macià, els comentaris de Rafael Jofresa i Carme Lluveras, el suport tècnic de Xavi Vall i les entrevistes de Xevi Soler.[117]

## Programes històrics
Alguns dels programes que s'han emès són:
- El Cafè de la República amb Andreu Barnils
- El lloro, el moro, el mico i el senyor de Puerto Rico, el primer que l'emissora va emetre de manera regular, a partir de setembre del 1983.
- Germans de lluna (1997-1999)
- L'internauta
- Tenim un punt amb Francesc Garriga
- Força Esports amb Lluís Canut
- No ho diguis a ningú amb Jordi Basté
- El mínim esforç
- L'orquestra
- Tarda, Tardà amb Jordi Tardà
- El matí de Josep Cuní amb Josep Cuní
- 3 rondes
- La tribu de Catalunya Ràdio amb Tatiana Sisquella, Xavi Russiñol
- Tot és molt confús
- El secret
- El visitant
- Versió Original amb Toni Clapés
- Sang bruta, radio-novel·la escrita per Quim Monzó i Sergi Pàmies
- Alguna pregunta més?
- Estat de Gràcia, amb Roger de Gràcia (i la versió d'estiu Estiu de Gràcia amb Adam Martín)
- Catalunya vespre amb Kílian Sebrià i Laura Rosel.
- L'última hora amb Quim Morales, Aida Fita i Joel Díaz.
- L'audiovisual amb Àlex Gorina.
- Els viatgers de la Gran Anaconda amb Toni Arbonès.
- Geografia humana amb Maite Sadurní.
- T'agrada el blues? amb Quico Pi de la Serra.
- La transmissió d'en Puyal amb Joaquim Maria Puyal.

## Freqüències
Catalunya Ràdio es pot escoltar per la TDT (al primer canal múltiple de Televisió de Catalunya), per Internet, pel mòbil, a través d'un podcast, per satèl·lit i per freqüència modulada, en les freqüències de la freqüència modulada que es detallen en l'apartat següent.
Catalunya
- Almacelles: 88,9
- Almenar: 89,7
- Alpicat: 100,7
- Arbúcies: 88,5
- Arenys de Munt: 88,0
- Artesa de Segre: 89,5
- Baqueira: 97,6
- Bellmunt: 96,2
- Boí: 95,4
- Cabra del Camp: 88,4
- Cabrils: 91,7
- Cadaqués: 104,1
- Calella: 90,7
- Calonge: 92,5
- Camprodon: 92,6
- Cogulló: 102,0
- Collserola: 102,8
- Collsuspina: 99,7
- Cubells/Balaguer: 88,7
- El Vendrell: 98,2
- Falset: 93,8
- Flix: 94,3
- Guardiola: 90,1
- Igualada: 99,2
- La Figuerassa: 89,5
- La Molina: 105,3
- La Mussara: 100,2
- Lloret de Mar: 104,6
- Maçanet de Cabrenys: 105,5
- Montagut i Oix: 91,5
- Montblanc: 97,5
- Montcaro: 88,4
- Montserrat: 97,3
- Mur: 103,0
- Oliana II: 96,9
- Olot: 88,5
- Palafrugell: 92,9
- Pont de Suert: 90,0
- Ponts: 88,3
- Portbou: 92,7
- Portilló: 104,7
- Puigdevall: 91,1
- Pujalt: 97,9
- Ribes de Freser: 101,4
- Ripoll: 95,3
- Rocacorba: 102,2
- Sant Celoni: 97,2
- Sant Feliu de Guíxols: 93,0
- Sant Hilari Sacalm: 90,7
- Sant Pere de Ribes: 95,6
- Senterada: 92,0
- Solsona: 96,1
- Soriguera: 95,4
- Tossa de Mar II: 94,7
- Ulldemolins: 90,0
- Vielha: 89,5
- Vilaller: 104,7[124]

Illes Balears
- Alcúdia: 102,8
- Alfàbia: 93,3
- El Toro: 95,2
- Sant Llorenç de Balàfia: 95,5

País Valencià
- Bartolo: 106,7
- Carrasqueta: 106,8
- Ontinyent: 104,0
- Perentxissa: 106,3

Principat d'Andorra
- Andorra la Vella: 104,6
- Pic de Maià: 104,6

## Premis i reconeixements

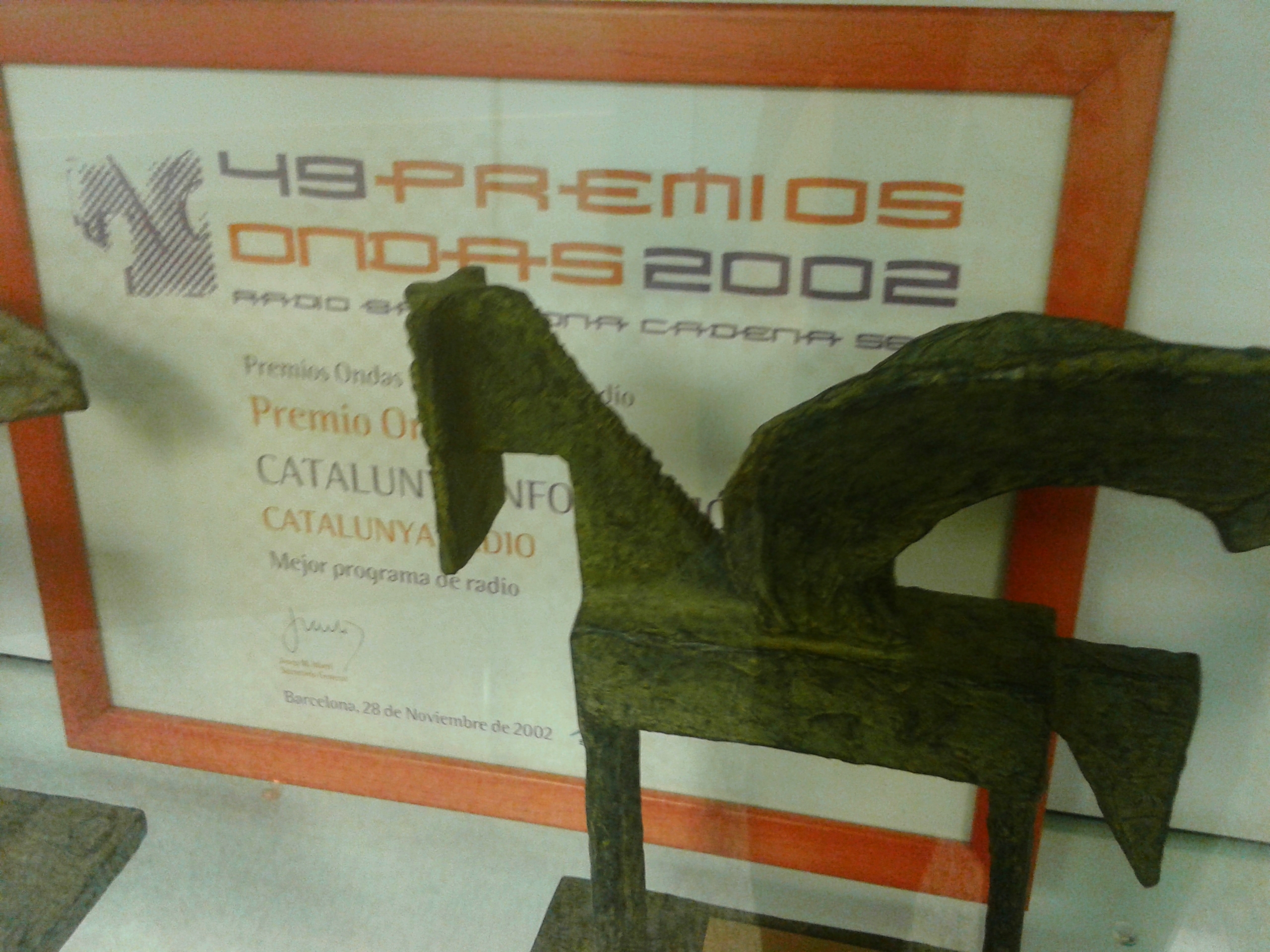
49è premis Ondas a Catalunya Informació

L'emissora ha rebut diversos premis al llarg de la seva trajectòria, entre els quals destaquen:
- Premi Nacional de Radiodifusió:
  - 2004: Joaquim Maria Puyal i el programa Futbol a Catalunya Ràdio
  - 2005: Antoni Bassas i l'equip d'El matí de Catalunya Ràdio[125]
  - 2014: Serveis informatius de Catalunya Ràdio[126]
- Catalunya Ràdio ha rebut diversos premis Ondas:
  - 1990: El Matí de Josep Cuní[127]
  - 1997: Alguna pregunta més[128]
  - 2002: Catalunya Informació[129]
  - 2004: A la trajectòria de Joaquim Maria Puyal a l'emissora[130]
  - 2005: El suplement[131]
  - 2010: Al tractament informatiu de l'emissora.[132]
- Premis Serrat i Bonastre:
  - 2008: Serveis Informatius de Catalunya Ràdio (Valèria Aubareda)[133]
  - 2009: Suc de coco[134]
  - 2010: El matí de Catalunya Ràdio[135]
  - 2015: Serveis Informatius de Catalunya Ràdio[136]

L'any 2008 la programació de Catalunya Ràdio va obtenir el Premi Card de l'Associació de Dones Periodistes de Catalunya.

## Crítiques
Al llarg dels anys, l'emissora, com d'altres membres de la Corporació Catalana de Mitjans Audiovisuals (CCMA), ha estat acusada de parcialitat. Específicament, durant l'època del govern de Convergència i Unió a la Generalitat de Catalunya, va ser criticada pel repartiment de les quotes als partits durant els informatius. Històricament, aquesta actitud ha estat titllada de "crosta nacionalista". Dirigents de CIU van criticar que s'utilitzés aquest apel·latiu per depurar suposadament periodistes líders d'audiència contraris a les idees del govern tripartit.
En el decurs de l'anomenat procés independentista català de la dècada del 2010 ha estat acusada pels detractors del procés de manca de pluralitat per no reflectir suficientment els seus punts de vista. Per contra, l'informe del Consell de l'Audiovisual de Catalunya (CAC) de 2014 constata que els informatius són "imparcials i objectius".